# Turrivalignani
Turrivalignani är en ort och kommun i provinsen Pescara i regionen Abruzzo i Italien. Kommunen hade 852 invånare (2018).